# Kotys
Kotys (ook wel: Kotus, Kotuttô, Cotys, Cotytto of Cotyttus, Oudgrieks: Κότυς of Κοττυτὼ) was in de Thracische mythologie een godin die onder veel feestvreugde werd vereerd door Thracische stammen zoals de Edoniërs. De Cotyttia hadden op heuvels plaats en vertoonden gelijkenis met de vieringen rond de Frygische godin Cybele. Zij gingen gepaard met uitbundige feestvreugde, zoals die rond de cultus van Dionysus. Kotys wordt vergeleken of zelfs identiek verklaard met de godin Bendis.
Na de cultus in Thracië ontstond later ook een cultus van Cottyto in Athene en Corinthe tijdens de klassieke periode. En deze verspreidde zich zelfs over Italië en Sicilië. Volgens de Griekse bronnen werden haar priesters baptai genoemd of "wassers" vanwege het zuiveringsritueel dat aan de eredienst voorafging en dat gepaard ging met baden.
De cultus hield naar men beweerde vaak ook nachtelijke orgieën in.
Strabo zegt hierover:
Ook gelijkend op deze [sacrale rituelen van Rhea en Dionysus] zijn de Kotytische en Bendidische rituelen die door de Thraciërs worden beoefend, bij wie de Orfische riten hun oorsprong vonden. Welnu, de Kotys die bij de Edoniërs wordt vereerd, en ook de instrumenten die in haar ritus worden gebruikt, staan vermeld bij Aeschylos. Hij zegt namelijk 'O aanbiddelijke Kotys bij de Edoniërs, en gij die tot de berg reikende instrumenten hanteert'. En hij voegt er onmiddellijk de volgelingen van Dionysus aan toe: 'een houdt ter hand de bombyces, speelgoedachtig tuig van de draaiers beitel, vervult de vingermelodie, de roep tot dolle roes, terwijl een ander doet weerklinken de bronsgebonden cotylae' en verder, 'snaarinstrumenten roepen hun schrille kreten, en vreesaanjagende nabootsingen vanuit een onzichtbare ruimte loeien als stieren, en de gelijken van trommen, als van onderaardse donder, rollen door, zo luid dat horen en zien vergaan,' want deze riten gelijken op die van de Frygiërs, en het is alleszins niet onwaarschijnlijk dat, gezien de Frygiërs zelf Thracische kolonisten waren, ook hun sacrale riten daaraan zijn ontleend. En wanneer ze Dionysus met de Edonische Lykourgos gelijkstellen, dan geven ze daarmee ook een aanwijzing voor hun sacrale riten."
En Pausanias:
"Een Romeins senator, Antoninos [2e eeuw] ... restaureerde het portiek [in het heiligdom van Asklepios in Epidauros] dat 'het portiek van Kotys' genoemd werd, dat, aangezien het uit ongebakken steen was gemaakt, totaal was ingestort nadat het dak was verdwenen."
Asklepios · Bassareus · Bendis · Derzelas · Heros · Kotys · Orpheus · Sabazios · Semele · Zalmoxis · Zibelthiurdos